# Agzawaya
Agzawaya (ou Agzaoya) est une localité du Cameroun située dans le canton de Kossa, dans la commune de Mora, dans le département du Mayo-Sava et la région de l'Extrême-Nord.

## Géographie
Agzawaya se situe à l'extrême nord du département, à 30km au Nord-Est de Mora, à proximité de la frontière avec le Nigeria et à proximité du Parc national de Waza. En 1972, Agawazaya était inaccessible en voiture.

## Population
Lors du recensement de 2005, 399 personnes y ont été dénombrées, dont 200 hommes et 199 femmes.